# Bethel Church
L'Església Bethel és una mega església, sense afiliació a cap denominació protestant, que es va fundar el 1954 a Redding, Califòrnia. L'església, actualment dirigida per Bill Johnson, és molt coneguda pel seu segell musical Bethel Music. Hi ha hagut molts articles, tant en publicacions impreses com en línia sobre Bethel i el seu ministeri, fins i tot a les revistes Record Searchlight o Charisma.

## Lideratge de l'Església
- Bill i Beni Johnson - Pastor majors (1996–present)[4]
- Kris i Kathy Vallotton - Pastors majors associats (1998-present)
- Eric i Candace Johnson - Pastors de Bethel Redding (2015-present)

## Història
Robert Doherty va començar a l'església l'any 1952 i es va afiliar a les Assemblees de Déu el 1954. Al febrer de 1996, la congregació va convidar a Bill Johnson de Weaverville, Califòrnia, a dirigir l'esglèsia. Johnson, fill de l'ex pastor Earl Johnson, només va tenir una demanda abans de ser escollit: que el missatge sempre seria sobre el revifament i que el tema del revifament mai canviaria.
Al novembre de 2005, els membres de l'esglèsia van votar per unanimitat retirar la seva afiliació de l'església a les Assemblees de Déu i convertir-se en una església sense denominació. No obstant això, els estatuts de les Assemblees de Déu requerien que Bethel convidés als líders del Districte Nord de Califòrnia-Nevada a parlar amb la congregació. El 15 de gener de 2006, els membres de Bethel van votar per fer marxa enrere sobre la retirada de l'afiliació i van convidar als líders del districte a Redding. Els líders del districte es va reunir amb la congregació de Bethel el 17 de gener, però el resultat va ser un vot gairebé unànime per retirar-se. En una carta, Johnson assenyala que aquesta acció va ser "...no es una reacció a un conflicte sinó una resposta a una crida... ens sentim cridats a crear una xarxa que ajudi a prosperar altres xarxes, per ser un dels molts catalitzadors en curs d'aquest revifament continu. La nostra crida se sent teològica i pràcticament suficient" Des de llavors, l'església ha crescut a gairebé 9,000 assistents per setmana.
Bethel i Bill Johnson han estat presentats a diferents vídeos per a cristians a The Christian Broadcasting Network (CBN)

## Ministeris de l'església
L'Església Bethel ofereix una varietat de ministeris als membres i al públic en general que inclouen:
- Serveis setmanals per a adults, adolescents i nens
- Ministeri de sanitat interior, conegut com a Sozo (basada en la paraula grega sózó que pot significar salvat, lliurat, sanat, rescatats...)
- Servei a la comunitat
- Ministeri del carrer.
- Conferències i cursos cada any.
- Escola fins al vuitè grau.

### Escola Bethel sobre el Ministeri Sobrenatural
A la tardor de 1998, Bethel Church va començar l'Escola Bethel de Ministeri Sobrenatural, sota la direcció de Kris Vallotton, pastor associat de Bethel. El programa normal és d'un any acadèmic i els estudiants tenen l'oportunitat de tornar per un segon i tercer any. Aproximadament el 15% dels estudiants es queden pels tres anys complets. L'escola va ser fundada amb 36 estudiants, i el 2019 la matrícula escolar va ser de més de 2,000 estudiants. És un programa no acreditat i no ofereixen un títol o crèdits sinó un certificat.

### Bethel Music
Bethel Music és una companyia discogràfica i editorial associada a Bethel Church, dirigida pel fill de Bill Johnson: Brian Johnson.

## Crítica
Des que Bill Johnson va assumir el càrrec de pastor principal el 1996, Bethel ha rebut crítiques tant de la comunitat local com d'altres organitzacions cristianes per les seves creences, pràctiques i ús dels diners de l'església.

### Anuncis de curació i altres miracles
Les persones relacionades amb Behtel, inclòs el pastor, han fet moltes declaracions sobre els miracles i la curació que han tingut lloc a l'església, inclòs la pols d'or que apareix a l'auditori i les persones que han tornat dels morts.

### Ús dels fons
A l'abril de 2017, Bethel va oferir donar $ 500,000 a la ciutat de Redding per ajudar a finançar el salari dels oficials de la policia. Alguns membres de la comunitat van pensar que l'església estava intentant pagar a la ciutat per futurs permisos de construcció, una afirmació que el pastor Kris Vallotton va refutar en una reunió amb el consell de la ciutat. La ciutat finalment va votar per rebre la donació. Set mesos després de rebre la donació, el Concell Municipal de Redding va aprovar per unanimitat un nou campus de Bethel de $ 96 milions, malgrat les dotzenes de reclamacions ciutadanes enviades formalment. El regidor de la ciutat que és membre de Betel es va abstenir a la votació.